# لودویکا یاکوبسون
لودویکا یاکوبسون (انگلیسی: Ludowika Jakobsson؛ ۲۵ ژوئیهٔ ۱۸۸۴ – ۱ نوامبر ۱۹۶۸) اسکیت‌باز نمایشی اهل فنلاند بود.